# (16400) 1984 SS1
A (16400) 1984 SS1 a Naprendszer kisbolygóövében található aszteroida. Zdeňka Vávrová fedezte fel 1984. szeptember 27-én.